# Труд (стадион, Шумиха)
«Труд» — многофункциональный стадион в городе Шумихе Курганской области, Россия. Домашний стадион местного любительского футбольного клуба «Труд».

## История
Стадион был сдан в эксплуатацию в 1957 году, так как футбольному клубу «Труд» нужен был домашний стадион. При постройке была одна большая трибуна на 6000 человек в северной части стадиона из деревянного основания. В 80-х годах на стадионе проходили областные соревнования по велогонкам и лёгкой атлетике. В 1990-х годах весь инвентарь стадиона разворовали, а трибуны разобрали. В начале 2000-х годов на стадионе установили новую южную трибуну на 2000 мест из железного основания.
Стадион «Труд» включает в себя:
- футбольное поля с естественным травяным покрытием;
- 4 беговые дорожки;
- сектор для прыжков в длину;
- сектор для толкания ядра.